# Satellitenrundfunk

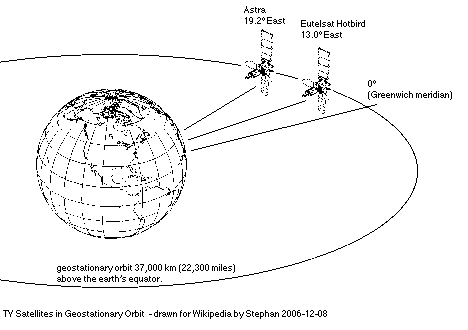
Rundfunksatelliten im geostationären Orbit. Die Solarpaneele zeigen immer in Nord-Süd-Richtung.

Mit Satellitenrundfunk bzw. Satellitenfernsehen werden Rundfunkprogramme, insbesondere Fernsehprogramme, über Satelliten zu den Empfängern übertragen.
In Mitteleuropa empfangbare und per Satellit übertragene Rundfunkprogramme werden beispielsweise von den Astra- oder Eutelsat-Satelliten ausgestrahlt. Zum Empfang von Satellitenrundfunk wird üblicherweise eine Parabolantenne mit LNB (Rauscharmer Signalumsetzer) sowie ein Satellitenrundfunkempfänger („Receiver“) benötigt.
Von den 34,83 Millionen deutschen Haushalten haben 17,5 Millionen (also ca. 50 %) direkt über eine Individualantenne oder eine Gemeinschafts-Empfangsanlage mit eigenem Receiver Satellitenempfang („Satellitendirektempfang“).

## Geschichte
Bereits 1928 publizierte der österreichische Raumfahrttheoretiker Herman Potočnik die geostationäre Position in einem schmalen Streifen über dem Äquator, auf welcher Satelliten in 35.800 km Höhe scheinbar stillstehen.
1965 startete die damalige UdSSR das Orbita-Übertragungssystem. Voll verfügbar mit 25 Satelliten war es ab 1967. Die Satelliten sendeten im Bereich von 3,4–4,1 GHz (Fernsehen) und 0,8–1,0 GHz (Telefonie). Der Uplink erfolgte von Moskau aus und wurde über die verschiedenen Satelliten verteilt, die zugleich das Programm wieder zur Erdoberfläche zurückstrahlten. Übertragen werden konnten entweder ein Fernsehprogramm oder rund 100 Telefonverbindungen. Um eine möglichst gute Abdeckung der eher nördlich gelegenen Gebiete der Sowjetunion zu gewährleisten, nutzten die Satelliten keine geostationären, sondern einen sogenannten Molnija-Orbit. 1976 wurde in der Sowjetunion mit den Ekran-Satelliten das weltweit erste Satellitenfernsehen für Privathaushalte eingeführt.
In den Bestrebungen, einen geostationären Orbit für die Rundfunkübertragung zu nutzen, wurde bei der Weltfunkkonferenz (WARC) in Genf 1977 ein weltweiter Rundfunk-Satellitenplan beschlossen. Ab 1. Januar 1979 galt eine Vereinbarung mit einer Laufzeit von 15 Jahren, welche jedem Land fünf Kanäle für Fernsehen/Radio auf einer Satellitenposition zuteilte. Die jeweilige Position sollte sich dann jedes Land mit bis zu acht anderen Ländern (und damit Satelliten) teilen. Diese Satelliten sollten dann in der Orbitalposition mit einem Abstand von 6° über dem Äquator positioniert werden. Eine gemeinsame Satellitenposition (19° West TV-SAT) wurde Belgien, der Bundesrepublik Deutschland, Frankreich, den Niederlanden, Italien, Luxemburg, Österreich und der Schweiz zugewiesen.
Die Bundesrepublik Deutschland und Frankreich beschlossen am 2. Oktober 1979 in Bonn ein Rahmenabkommen über den Bau zweier staatlicher Fernsehdirektsatelliten (TV-SAT), Luxemburg entschied sich hingegen für ein nicht staatliches, privates Projekt (der SES Astra).
1982 wurde die „European Telecommunications Satellite Organization“ (Eutelsat) in Frankreich als eine zwischenstaatliche Organisation mit dem Ziel gegründet, eine satellitenbasierte Telekommunikationsinfrastruktur für Europa aufzubauen. Eutelsat-Satelliten waren (damals nur mit vergleichsweise geringer Sendeleistung ausgestattet) nicht zum TV-Direktempfang geplant, sondern sollten als Zubringer zu terrestrischen Rundfunksendern und Kabelfernsehanlagen dienen.
Gemeinsam beschlossen 1984 das deutsche ZDF, der österreichische ORF und das Schweizer SRF die Ausstrahlung von 3sat über Satellit. Am 1. Dezember 1984 startete die Ausstrahlung von 3sat über den Satelliten Eutelsat I-F1 (ECS-1).
1985 kamen jedoch neuartige kostengünstige, rauscharme HEMT-LNBs auf den Markt, welche zunächst ambitionierten Bastlern den Direktempfang des Eutelsat ECS 1 (Orbitalposition 13° Ost) mit vertretbarem Aufwand auch in Privathaushalten ermöglichten. Dies schien wenige Jahre zuvor zumindest in Europa noch unrealistisch zu sein, wie folgende im Jahre 1975 veröffentlichte Einschätzung zeigt:

„Der letzte Schritt im Einsatz von Satelliten liegt in der sogenannten Direktversorgung von einem hinreichend starken Sender im geostationären Satelliten mit Richtstrahlung auf die Erde zum Empfang über geeignete Hausantennen. Diese faszinierende Technik ist noch problematisch und liegt hart an der Grenze des physikalisch-technologisch Möglichen. Sie bedingt zusätzlichen Aufwand am Empfangsort und wirft juristische Probleme wegen der Mitbestrahlung von Nachbargebieten auf. Aber sie wird erprobt, und man wird sie bei Erfolg auch einsetzen, wahrscheinlich aber zunächst in anderen Erdteilen außerhalb Europas.“

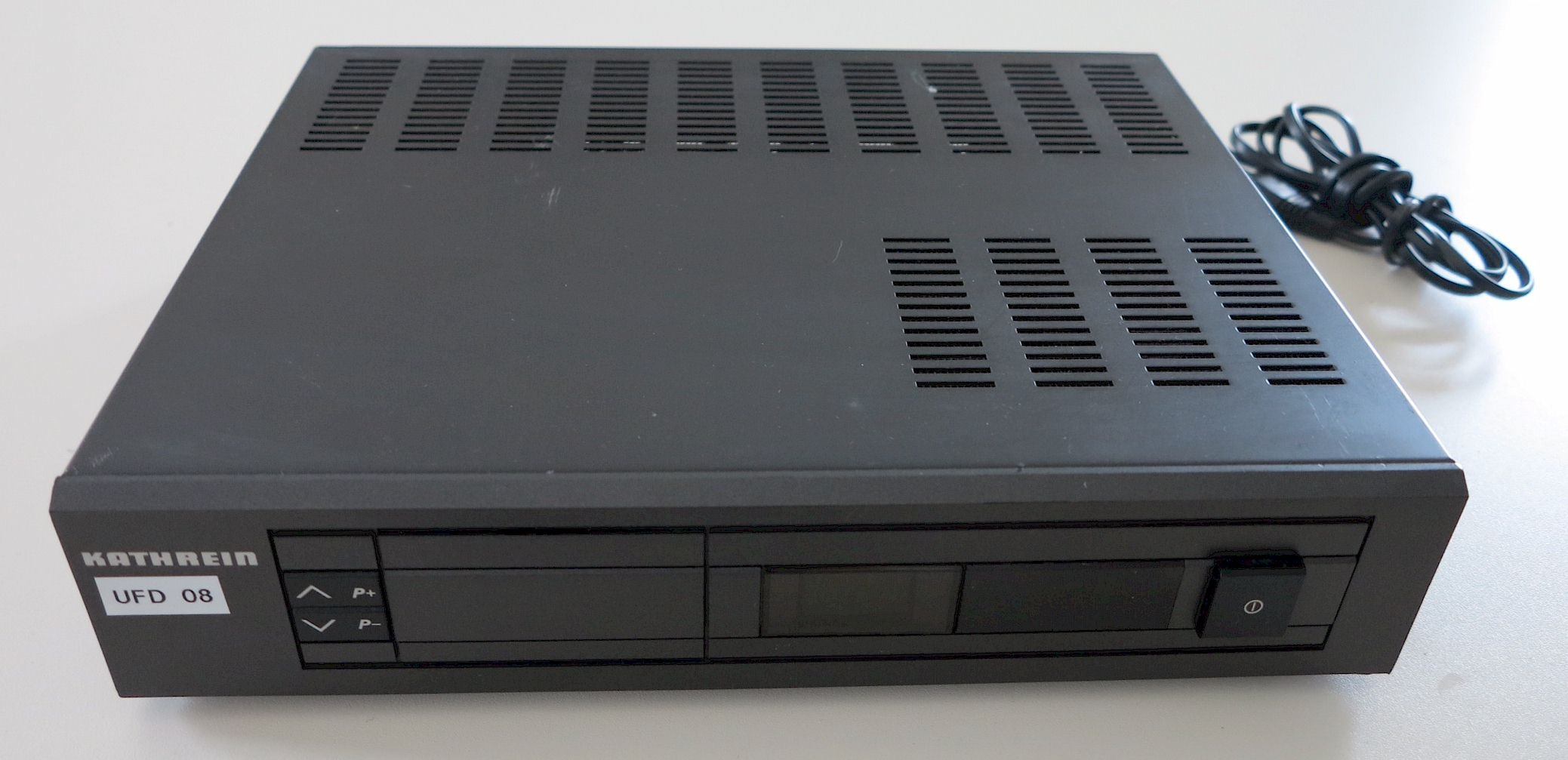
1986 Analoger Satellitenempfänger (Kathrein UFD 08)

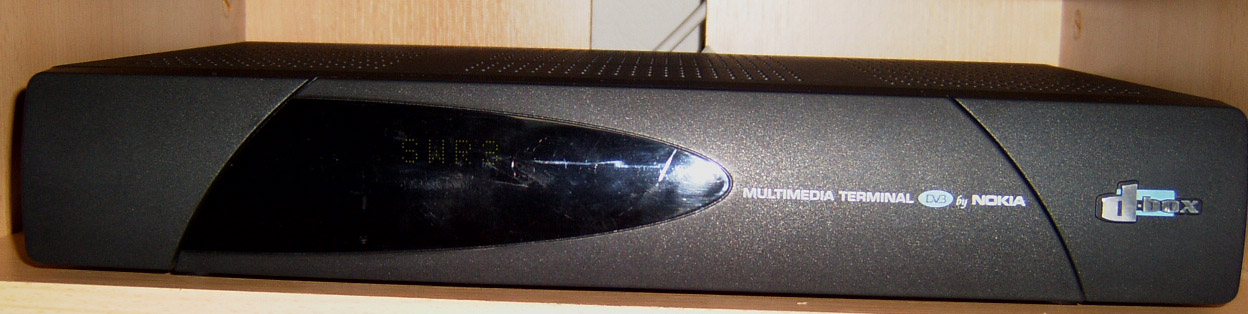
1996 dbox1 Digitaler DVB-S Empfänger

Der Direktempfang war anfangs nicht unumstritten. So mussten die individuellen Satellitenempfangsanlagen bei der Behörde angemeldet werden, welche dann eine laufende Gebühr erhob.
SES Astra verhalf schließlich mit ihren Medium-Power-Direktempfangssatelliten dem Satellitenfernsehen in Europa auf breiter Basis zum Durchbruch. Anfang der 1990er Jahre forderte die Deutsche Bundespost, Astra-LNBs noch mit einem zusätzlichen Filter am Eingang auszustatten, „da sonst möglicherweise eigene terrestrische Richtfunkstrecken gestört werden könnten“. Diese Befürchtung stellte sich später als unbegründet heraus; möglicherweise war diese Forderung auch lediglich eine protektionistische Maßnahme.
Ab 1994 wurde parallel zum analogen Satellitenfernsehen vorerst für Bezahlfernsehangebote ein digitaler Übertragungsweg (DVB-S) eingeführt. Triebfeder hierfür waren Bezahlfernsehsender wie DF1. Leo Kirch ging hier durch Propagieren seiner digitalen d-box hohe finanzielle Risiken ein, endgültig populär wurde DVB-S schließlich durch die Qualitäts- und Kapazitätsvorzüge, was schließlich am 30. April 2012 endgültig zur sogenannten Analogabschaltung führte.
Am 19. August 2005 um 14:44 Uhr nahm die ARD auf dem Satelliten Astra 19,2° Ost den sogenannten Hörfunktransponder in Betrieb. Seitdem sind praktisch alle deutschen öffentlich-rechtlichen Hörfunkprogramme der ARD in sehr hoher Qualität zu empfangen. Gesendet wird in der DVB-S-Norm.

## Technische Grundlagen

### Übertragung
Da der Träger-Rauschabstand (CNR) bei Satellitenübertragungen sehr niedrig ist – typisch sind 10 bis 18 dB – (das zu übertragende Nutzsignal liegt nur wenig über dem Grundrauschen zwischen Sender und Empfänger), wird in der Regel bei analoger Übertragung das Signal mittels Frequenzmodulation störresistenter gemacht; bei digitaler Übertragung kommen nur Modulationsverfahren wie 4-PSK, 8-PSK, 16-APSK und 32-APSK in Frage. Derzeitige Satelliten benutzen 4-PSK bzw. 8-PSK und damit eine Symbolrate von 2 bzw. 3 Bit pro Symbol.
Die spektrale Verteilung eines frequenzmodulierten FBAS-Signales bei analoger Übertragung ist allerdings etwas ungünstig, so dass bei schwachen Empfangsbedingungen zwar Bilder mit geringer Farbsättigung noch gut übertragen werden können, Bilder mit intensiven Rottönen jedoch zu sogenannten „Fischchen“ (schwarze und weiße Schmierer) neigen.
Das in den 1980er Jahren entwickelte analoge D2-MAC-Verfahren, das ohne Farbunterträger funktioniert, ist in dieser Beziehung deutlich robuster, auch wenn das nicht das primäre Entwicklungsziel war. Besonders in nördlichen Ländern fand es großen Zulauf.
Die Empfangsprobleme konnten mit den Fehlerkorrektur-Verfahren der volldigitalen Fernsehtechnik DVB-S vollständig überwunden werden.

### Spektrum

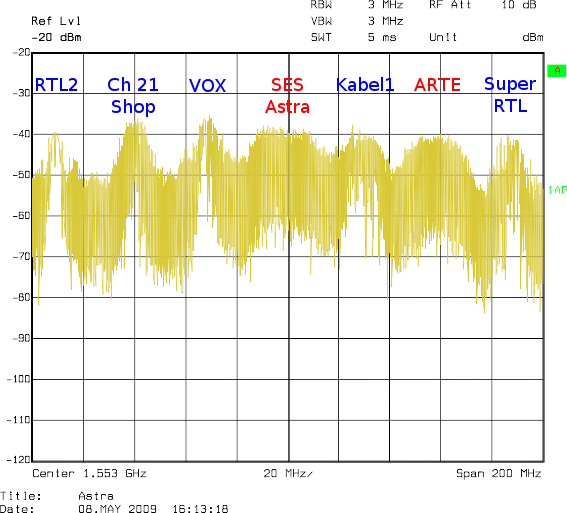
Ausschnitt des Spektrums eines Fernsehsatellitensignals

Die einzelnen Sender sind mit einem Kanalraster von 29,5 MHz, wie bei Astra 1F, aufgereiht. Die Bänder der horizontalen und vertikalen Polarisierung sind um jeweils das halbe Kanalraster verschoben. Im Low-Band (10,7–11,9 GHz) waren vorwiegend analoge Sender untergebracht, deren Signal mit FM moduliert war. Trotzdem finden sich einzelne digitale Signale (DVB-S), die z. B. mit einer 8-PSK moduliert werden. Das nebenstehende Bild zeigt eine Aufnahme des Spektrums (bereits nach dem LNB, horizontale Polarisation) von 1453 bis 1653 MHz. Von den 7 abgedeckten Kanälen sind 5 analoge (blau bezeichnet) und 2 digitale (rot) zu sehen.

### Zeitverzögerung der ausgestrahlten Signale
Da die Signale von Fernsehsender zum Satelliten und wieder zurück zum Zuschauer gesendet werden müssen, entsteht eine Verzögerung zwischen 239 ms (Äquator) und 270 ms (70. Breitengrad) gegenüber dem ausgesendeten Signal.
Diese Verzögerung, die es auch beim analogen Empfang gibt, erhöht sich beim digitalen Empfang durch folgende Maßnahmen weiter:
- MPEG-2- bzw. MPEG-4-Kodierung: Es werden Bilder umsortiert, gegenüber anderen Bildern werden Differenzen gebildet.
- Multiplexen von Sendern und Pufferung: Abfangen von Datenratenspitzen, Aufteilen der verfügbaren Datenrate zwischen mehreren Sendern eines Transponders.

Übliche Verzögerungszeiten bei digitalem Satellitenempfang sind daher eine bis fünf Sekunden.

## Senden und Empfang
Die Rundfunk- und Fernsehsignale werden von einer Uplinkstation auf Uplinkfrequenzen 12,75 – 13,25 GHz, 13,75 – 14,5 GHz und 17,3 – 18,1 GHz zum Satelliten gesendet. Für jeden Transponder wird dazu eine eigene Sendeeinheit mit Parabolantenne verwendet. Diese befinden sich in Uplinkstationen, die entweder dem Satellitenbetreiber gehören, der dort für seine Kunden den Uplink durchführt, oder die Kunden (Sendeanstalten) führen mit eigenen Anlagen den Uplink durch. Das lohnt sich besonders für große Sendeanstalten, die mehrere Transponder belegen, weil sie so die Übertragungsstrecke zur Uplinkstation des Satellitenbetreibers sparen.

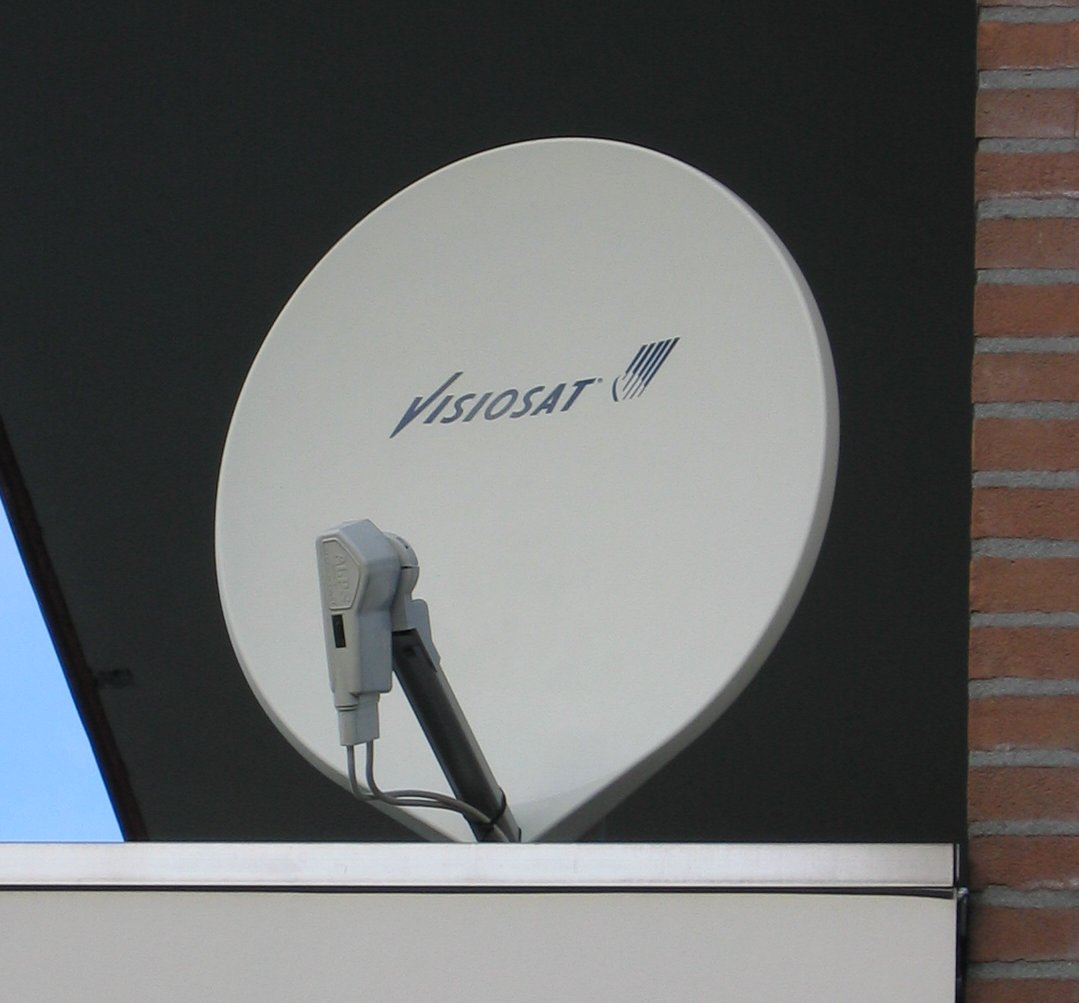
Parabolantenne zum Empfang von Satellitenrundfunk

Der Satellit sendet auf den Downlinkfrequenzen (10,7 – 11,7 GHz Lowband u. 11,7 – 12,75 GHz Highband ) zu den Empfangsantennen.
Grundsätzlich erfolgt die Umsetzung der Signale beim Satellitenempfang im steuerbaren Aktivteil der Parabolantenne (LNB). Da ein Koaxialkabel bei den hohen Satellitenfrequenzen im SHF-Bereich eine sehr hohe Dämpfung aufweist, konvertiert der LNB die Signale auf die tieferen SAT-ZF-Frequenzen (950–2150 MHz).
Über verschiedene Verkabelungsverfahren (z. B. Sat-ZF-Verteilung oder Einkabelsysteme) werden die Signale zum Verbraucher (Satellitenreceiver) weitergeleitet.

### Satellitenradio
Satellitenradio, den Hörfunkempfang über einen Satelliten, gibt es eigenständig als Digitalradio oder als „Untermieter“ beim Satellitenfernsehen.
In Europa sind nur sehr wenige private Hörfunkveranstalter via Satellit empfangbar. Lokale oder regionale Privatsender, die in ihren Sendegebieten oft Marktführer sind, betrachten die sehr teure europaweite Ausstrahlung als unwirtschaftlich. Oft übertragen Programmanbieter ihre Programme über Satellit nur für die Signalzuführung der UKW-Sender. Anders ist die Situation in dünn besiedelten Gebieten. In den USA bietet das Unternehmen Sirius XM Radioempfang über Satellit an. Die Gebühren liegen bei durchschnittlich 15 $/Monat. In Städten, wo Hochhäuser die Signale abschatten, übernehmen teilweise Pseudolite die Signalausstrahlung.
Im Ku-Band braucht man zum Empfang eine Satellitenschüssel, einen LNB und einen Satellitenreceiver. Im L-Band reicht eine im Empfänger integrierte Antenne und Sichtverbindung zum Satelliten. Über Satellit sind hunderte deutsche und europäische Sender frei und kostenlos empfangbar. Es gibt jedoch auch einige Pay-Radio-Anbieter, die verschiedene Sender mit speziellen Musikrichtungen zum Abonnieren anbieten.

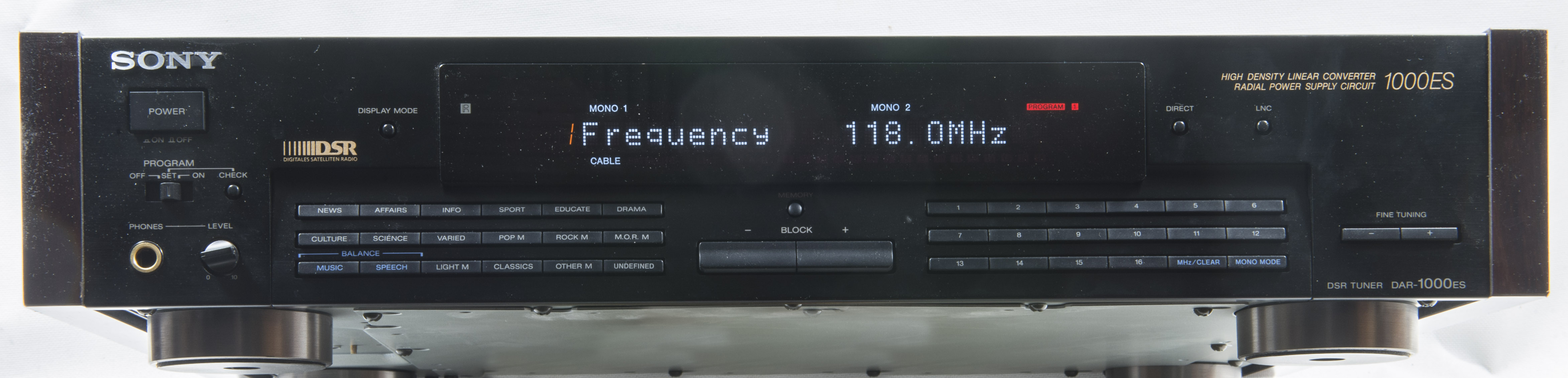
DSR Tuner von 1995

- Satellitenradio als Untermieter beim Satellitenfernsehen
  - Radio über DVB-S: Satellitenradio über digitales Fernsehen
  - Astra Digital Radio (Übertragung seit 30. April 2012 eingestellt)
  - Radio auf analogen Tonunterträgern beim analogen Satellitenfernsehen (Übertragung seit 30. April 2012 eingestellt)
- Eigenständiges Satellitenradio
  - Worldspace in Europa und Asien (seit 2008 eingestellt)
  - Digitales Satellitenradio (DSR), in Deutschland Übertragung am 16. Januar 1999 eingestellt.
  - Satellite Digital Audio Radio Services (SDARS – Satellitenradio), Bezahl-Satellitenradio in Nordamerika, das mobil mit Patchantenne empfangen werden kann.
  - CS-PCM, Bezahl-Satellitenradio in Japan, Start Juni 1992, Einstellung 31. Juli 2011.